# American College of Cardiology
El Colegio Estadounidense de Cardiología (ACC, por sus siglas en inglés) es una organización médica sin ánimo de lucro fundada en los Estados Unidos en 1949 para educar, investigar e influir en las políticas de salud pública. La organización está establecida en 39 estados de ese país y en Puerto Rico.